# Орден Леопольда I
Орден Леопольда I (фр. Ordre de Léopold I) — высшая государственная награда Королевства Бельгия.

## История
Учреждён 11 июля 1832 года королём Леопольдом I как военный и гражданский орден сначала четырёх, а с 1839 года пяти классов; звезды при двух первых.
Гроссмейстер ордена — король Бельгии.

## Степени и достоинства ордена
Орден имеет пять степеней в трёх дивизионах: гражданском, военном и военно-морском.
| Орденские планки      | Орденские планки    | Орденские планки        | Орденские планки                  | Орденские планки              |
| --------------------- | ------------------- | ----------------------- | --------------------------------- | ----------------------------- |
| Кавалер фр. Chevalier | Офицер фр. Officier | Командор фр. Commandeur | Великий офицер фр. Grand officier | Большой крест фр. Grand'croix |
|                       |                     |                         |                                   |                               |

## Описание

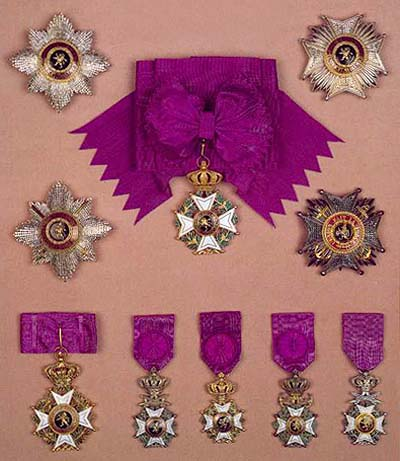
Знаки ордена всех степеней. Звезда степени Большой крест — для гражданских и военных дивизионов (слева), Большой крест на чрезплечной ленте (в центре), звезда степени Великий офицер — для гражданского и военно-морского дивизиона (справа). Внизу: командорский крест (гражданский), офицерский крест (военный), офицерский крест (гражданский), офицерский крест (военно-морской), кавалерский крест (военный)

Знак ордена представляет собой мальтийский крест (символ) белой эмали с тонкой золотой каймой, с золотыми шариками на концах, наложенный на ветви дуба и лавра. В центре креста круглый медальон с каймой красной эмали. В центре медальона на чёрной эмали золотой коронованный бельгийский лев. На кайме надпись на французском L’union fait la force и нидерландском Eendracht maakt macht языках, в переводе на русский — «В единстве сила». Крест венчает королевская корона с кольцом, при помощи которого он крепится к орденской ленте.
В военном дивизионе между крестом и короной размещаются два скрещённых меча; в военно-морском дивизионе — два скрещённых морских якоря.
Звезда степени Большого креста серебряная восьмиконечная, с круглым медальоном знака в центре, звезда степени Великого офицера — серебряная в виде мальтийского креста с сияющими штралами, с круглым медальоном знака в центре. В военном дивизионе за медальоном размещаются два скрещённых меча, в военно-морском — два якоря.
Лента ордена пурпурная.
В степенях офицера и кавалера лента может нести на себе дополнительные атрибуты, проясняющие, за какие заслуги произведено награждение:
- скрещённые мечи — награда, вручаемая в военное время. Мечи могут быть дополнены планками с надписью «40-45» за заслуги в ходе Второй Мировой войны либо «Korea» за участие в корейской войне;
- золотые полоски, отстающие от края ленты, — награда за особую доблесть на войне;
- золотая полоска в центре ленты — награда за акт особой преданности на войне;
- серебряная звезда — награда за выдающуюся благотворительную деятельность;
- золотая звезда — добавлялась на ленту в случае, если награждаемый упоминался в депешах на государственном уровне.
- серебряная пальмовая ветвь с монограммой короля Альберта I — введена королевским указом от 15 ноября 1915 год для отличия на кавалерской степени ордена рядовых и унтер-офицеров, проявивших образцы мужества и самоотверженности в ходе Первой Мировой войны.

Атрибуты могут совмещаться. В настоящее время вручение ордена с подобной атрибутикой крайне редки.

## Положение
Инициатива награждения орденом Леопольда I подданных за заслуги перед королевством принадлежит министерствам и ведомствам Бельгии, однако бельгийский монарх также оставляет за собой это право. Решение о награждении оформляется в виде специального королевского указа и публикуется в официальной прессе. Вручается орден традиционно два раза в год: 8 апреля (день рождения короля Альберта I) и 15 ноября (День короля), в исключительных случаях 21 июля (Национальный праздник).
Министр иностранных дел Королевства Бельгия также является министром королевских орденов и советником короля в вопросах, относящихся к выбору награждаемых иностранцев.
Степени ордена Леопольда I выше ордена Короны, который в свою очередь выше ордена Леопольда II. За исключением некоторых случаев, никто не может быть награждён орденом ниже того, что награждаемый получил ранее. Например, если подданный был награждён кавалерской степенью ордена Леопольда I, то далее он может быть награждён офицерской степенью ордена Короны и, соответственно, затем командорской степенью ордена Леопольда II.
В случае, если кандидат к награждению в настоящее время находится под следствием, то решение о награждении, как правило, может быть принято не ранее, чем суд либо признает его невиновным, либо все обвинения с него не будут сняты следствием.